# Gnathostenetroides
Gnathostenetroides är ett släkte av kräftdjur. Gnathostenetroides ingår i familjen Gnathostenetroidae.
Kladogram enligt Catalogue of Life:
| Gnathostenetroides | \| \| Gnathostenetroides laodicense \| \| \| \| \| \| Gnathostenetroides pugio \| \| \| \| |
|                    | \| \| Gnathostenetroides laodicense \| \| \| \| \| \| Gnathostenetroides pugio \| \| \| \| |
|                    | Caecostenetroides                                                                          |
|                    |                                                                                            |
|                    | Maresiella                                                                                 |
|                    |                                                                                            |
|                    | Neostenetroides                                                                            |
|                    |                                                                                            |
|                    | Gnathostenetroides laodicense                                                              |
|                    |                                                                                            |
|                    | Gnathostenetroides pugio                                                                   |
|                    |                                                                                            |

|  | Gnathostenetroides laodicense |
|  |                               |
|  | Gnathostenetroides pugio      |
|  |                               |